# Happy Anderson
Happy Anderson (nacido el 19 de noviembre de 1976) es un actor estadounidense que ha trabajado en cine, televisión, en y off-Broadway. Es mejor conocido por sus papeles como el Sr. James "Jimmy" Fester en The Knick de Cinemax y Jerry Brudos en la serie de Netflix Mindhunter, del productor y director ejecutivo David Fincher. Anderson aparece en las películas de Netflix Bird Box como River Man y en Bright como Montehugh, un humano que trabaja para la división de magia del FBI.

## Biografía
Anderson nació en High Falls, Nueva York. Se graduó de la escuela secundaria Rondout Valley en 1995. Recibió una licenciatura en bellas artes de Ithaca College en 1999, donde se graduó junto a Larry Teng, Kevin Deiboldt, Ben Wilson y Brantley Aufill. Se graduó con una maestría en bellas artes de la Universidad de Indiana Bloomington en 2002. En 2003 se mudó a la ciudad de Nueva York.

## Filmografía

### Películas
| Año  | Título                        | Papel                         | Notas        |
| ---- | ----------------------------- | ----------------------------- | ------------ |
| 2007 | Brutal Massacre: A Comedy     | Ivan                          |              |
| 2007 | Redacted                      | Comandante de batallón/Fiscal |              |
| 2009 | Duplicity                     | Physec                        |              |
| 2010 | Going the Distance            | Terry                         |              |
| 2011 | Postures                      | Predicador                    | Cortometraje |
| 2013 | Blue Caprice                  | Vendedor de automóviles       |              |
| 2014 | Cold in July                  | Ted                           |              |
| 2015 | Addiction: A 60's Love Story  | Lanny Gann                    |              |
| 2016 | Hit Men                       | Charlie Wolczek               |              |
| 2016 | The Comedian                  | Heckler                       |              |
| 2017 | Bright                        | Hildebrandt Ulysses Montehugh |              |
| 2018 | Bird Box                      | River Man                     |              |
| 2018 | The Standoff at Sparrow Creek | Morris                        |              |
| 2020 | Bad Boys for Life             | Jenkins                       |              |
| 2020 | The New Mutants               | Reverendo Craig               |              |
| 2023 | Maggie Moore(s)               | Kosco                         |              |
| 2023 | The Bikeriders                | Big Jack                      |              |

### Televisión
| Año     | Título                            | Papel                      | Notas                    |
| ------- | --------------------------------- | -------------------------- | ------------------------ |
| 2008    | Law & Order                       | Jim Matthrews              | Invitado; 1 episodio     |
| 2009    | Law & Order: Special Victims Unit | Frank                      | Invitado; 1 episodio     |
| 2010    | Army Wives                        | Bear                       | Invitado; 1 episodio     |
| 2011    | Eden                              | Prison Guard #1            | Invitado; 1 episodio     |
| 2011    | Bar Karma                         | William Wallace            | Invitado; 1 episodio     |
| 2011    | Onion SportsDome                  | Jim Weiss                  | Invitado; 1 episodio     |
| 2011    | White Collar                      | Rusty                      | Invitado; 1 episodio     |
| 2011    | Blue Bloods                       | Bartender                  | Invitado; 1 episodio     |
| 2011    | Boardwalk Empire                  | Waiter                     | Invitado; 1 episodio     |
| 2013    | The Carrie Diaries                | Bear Man                   | Invitado; 1 episodio     |
| 2013    | Smash                             | Doorman                    | Invitado; 1 episodio     |
| 2013    | Win                               | Stevy D                    | Película de televisión   |
| 2014    | Unforgettable                     | Gavin                      | Invitado; 1 episodio     |
| 2014–15 | The Knick                         | Mr. James "Jimmy" Fester   | Recurrente; 10 episodios |
| 2015    | Forever                           | Lachlann                   | Invitado; 1 episodio     |
| 2015    | Banshee                           | Bones Tuesday              | Invitado; 1 episodio     |
| 2015    | Deadbeat                          | Santa Dylan                | Invitado; 1 episodio     |
| 2016    | Elementary                        | Nick Farris                | Invitado; 1 episodio     |
| 2016    | Turn: Washington's Spies          | Henry Dawkins              | Invitado; 1 episodio     |
| 2016    | BrainDead                         | Butch                      | Invitado; 1 episodio     |
| 2016    | Quarry                            | Detective Verne Ratliff    | Recurrente; 6 episodios  |
| 2016    | Gotham                            | Deever Tweed / Tweedle Dee | Recurrente; 3 episodios  |
| 2016    | Henry the 9th                     | Henry                      | Película de televisión   |
| 2017    | The Deuce                         | Phil Traub                 | Invitado; 1 episodio     |
| 2017    | Claws                             | Lamont                     | Recurrente; 3 episodios  |
| 2017    | Mindhunter                        | Jerry Brudos               | Recurrente; 2 episodios  |
| 2017–18 | The Blacklist                     | Bobby Navarro              | 4 episodios              |
| 2019    | The Tick                          | Donny                      | 4 episodios              |
| 2019    | Law & Order: Special Victims Unit | Tim Stanton                | Invitado; 1 episodio     |
| 2019    | Reprisal                          | Bolo                       | 2 episodios              |
| 2020    | Prodigal Son                      | Curtis                     | 1 episodio               |
| 2020    | Snowpiercer                       | Klimpt                     | Recurrente               |
| 2023    | Full Circle                       | Joey                       | Miniserie                |

### Videojuegos
| Año  | Título                       | Papel                    |
| ---- | ---------------------------- | ------------------------ |
| 2012 | Max Payne 3                  | Población local          |
| 2013 | Grand Theft Auto V           | Población local          |
| 2018 | Red Dead Redemption 2        | Población peatonal local |
| 2020 | Saint Kotar: The Yellow Mask | Davor Gorski             |

- 1999–2000: Creede Repertory Theatre
- 2003: Kentucky Shakespeare Festival
- 2004: Pennsylvania Shakespeare Festival
- 2006: Texas Shakespeare Festival
- 2008: Emancipation, Classical Theatre of Harlem[2]
- 2010: El mercader de Venecia y Cuento de invierno, Shakespeare in the Park
- 2011: El mercader de Venecia, Broadway (dir. Daniel J. Sullivan)
- 2012: Ricardo III/Como gustéis/Inherit The Wind, Old Globe Theatre[3]
- 2013: The Twenty-Seventh Man, Teatro Público
- 2014: Como gustéis, Shakespeare Theatre Company[4][5][6]